# Anna Mel'nikova
Anna Aleksandrovna Mel'nikova (in russo Анна Александровна Мельникова?; Mosca, 17 agosto 1985) è una ballerina russa.
Anna Melinkova ha iniziato a dedicarsi alla danza all'età di 11 anni.
Balla con Stefano Di Filippo dal 1º aprile 2006 per l'Italia, nella categoria Amateur Latin.
Dopo 12 anni ha ricominciato a ballare insieme a Stefano Di Filippo per Italia. Precedentemente ha ballato con Justinas Duknauskas e infine con Slavik Kryklyvyy

Risultati gare fatte con Slavik:

07 feb 2010 		Winter Star 2010
Russia - Moscow 	Russian Professional Latin 
2. 	1914 (-3)
21 gen 2010 	 
UK Open 2010
Inghilterra - Bournemouth 	Professional Latin 
5. 	1917 (+3)
28 nov 2009 		World Masters 2009
Austria - Innsbruck 	Professional Latin 
4. 	1914 (-1)
31 ott 2009 	 
Kremlin Cup 2009
Russia - Moscow 	WDC World Cup Latin 
3. 	1915 (-1)
12 set 2009 		United States Open Dance Championships 2009
Stati Uniti - Orlando (FL) 	WDC World Series Professional Latin 
2. 	1916 (+1)
Prima di accoppiarsi nuovamente con Stefano Di Filippo, ha continuato la sua carriera con Victor Da Silva e Franco Formica facendo degli show dance in Germania, Portogallo, Russia, China, Hong Kong e.c. 
Ha partecipato a dei programmi televisivi in Russia come: “Ballando con le stelle Russia”, 
E anche insieme a suo marito “Denis Tagintsev” Dance Revolution Russia.